# Caresanablot
Caresanablot – miejscowość i gmina we Włoszech, w regionie Piemont, w prowincji Vercelli.
Według danych na rok 2004 gminę zamieszkiwało 988 osób, 89,8 os./km².